# 누카리야 가이텐
누카리야 가이텐(忽滑谷 快天, ぬかりや かいてん, 게이오 3년 12월 1일(1867년 12월 26일) - 쇼와 9년(1934년) 7월 11일)은 태평양 전쟁 발발 전에 활약했던 일본의 불교학자로 조동종의 승려이자 동시에 문학 박사이다. 도호 는 불산(仏山)이다.
고대 선학(禅学) 및 동양 선학 사상사를 연구해 선불교(禅仏教)를 내성 주관주의(内省主観主義)로 파악한 이른바 ‘누카리야 선학'(忽滑谷禅学, 누카리야파忽滑谷派)라 불리는 선도 사상을 확립했다. 또한 다이쇼 천황(大正天皇)의 어대례(御大礼) 불교 잡지인 《성화》(星華), 《달마선》(達磨禅)의 창간자이기도 하다.
조동종 대학(曹洞宗大学)이 대학으로 승격하여 고마자와 대학으로 바뀌자 초대 학장으로 취임하였다. 고마자와 대학의 건학 이념인 「행학일여」(行学一如), 그 실천항목으로서의 「신성경애」(信誠敬愛)를 세웠다.

## 경력
무사시 국(武蔵国) 이루마 군(入間郡) 후루야 촌(古谷村, 현 사이타마현 가와고에 시)의 사찰 센초지(善長寺)의 종제로, 다마 군(多摩郡, 히가시무라야마(東村山) 구메가와(久米川, 현 도쿄도 히가시무라야마 시)에서 엔도 다로자에몬(遠藤太郎左衛門)의 4남으로서 태어난다.
10세 때, 누카리야 가쓰도(忽滑谷亮童)의 제자로서 출가해 이름(법명)을 가이텐(快天)으로 바꾸었다. 1887년(메이지 20년)에 조동종 대학림(曹洞宗大学林, 지금의 일본 고마자와 대학)을 졸업하고, 공립학교를 거쳐 1888년(메이지 21년)에 도쿄 제일고등중학교(제일고등학교)에 입학했다. 그 후, 제일고등중학교를 졸업한 뒤인 1891년(메이지 24년), 24세의 나이로 게이오기주쿠 대학(慶應義塾大学) 문학부에 진학해, 불교학이나 실증주의 학문을 배운다.
가이텐 자신은 영어에 능통하여, 첫 저작 《Principles of practice and Enlightenment of the Soto Sect》는 영어로 출판했을 정도였다.
1893년(메이지 26년) 12월에 가이텐은 게이오기주쿠 대학 문학부를 졸업하였다.

### 졸업 후
이어 가이텐은 폴 케라스(Paul Carus)의 《Buddhism and its Christian Critics》를 번역 출판하였다. 이어, 대승비불설(大乘非佛說)을 전개한 도미나가 나카모토(富永仲基)의 《출정후어》(出定後語)를 출판하였다. 당시 일본에서는 대승비불설이 크게 일어나 많은 불교학자들이 당시 일본, 나아가 동아시아 불교의 주류였던 대승불교를 비판하고 있었고, 대승경전은 신뢰할 수 없는 것으로 여겨져 그 경전을 소의경전으로 하는 종파들은 붕괴할 것이라고 보았지만, 가이텐은 반대로 대승의 가치를 널리 검토하고 인정하면서 비판 정신에 의한 불교의 근대화를 꾀했다.
1900년(메이지 33년), 이나가키 만지로(稲垣満次郎) 공사의 알선으로, 불사리가 샴 왕실로부터 일본의 불교도에게 증여된 것을 계기로 승려 난조 분유(南条文雄)와 함께 샴으로 건너갔다. 1901년(메이지 34년)에는 조동종고등중학림(曹洞宗高等中学林) 교장으로 취임하였는데, 이때 그는 학생들의 교복을 승려의 가사가 아닌 일반 기모노로 바꾸는 등 대대적인 개혁을 단행하였다.
1905년(메이지 38년)에는 중국에 존재했던 《대범천왕문불결의경》(大梵天王問仏決疑経)을 위경이라고 정의한 논문을 발표한다. '불결의경'은 교외별전(敎外別傳) · 염화미소(拈華微笑) · 정법안장(正法眼藏) 그리고 열반묘심(涅槃妙心)의 전거가 되는 경전으로 그 경전적 근거를 부정한다는 것은 선종의 경증적 뿌리를 뒤흔드는 것이었다. 또 이 시기에 이슬람 연구나 양명학 연구에도 몰두해 이슬람의 성사 무함마드에 대한 연구도 시작한다.
1911년(메이지 44년)에 누카리야는 조동종으로부터 유럽 종교 학술 시찰의 명을 받고 3년간 유학한다. 유럽 유학 도중 하와이에서 종교시찰원으로 열흘을 머물렀고, 그 때 하와이 중학교, 폴시티 혼간지 초등학교 등에서 강연을 하였으며, 샌프란시스코를 비롯한 각지에서 불교 강연회를 실시했다.
1914년(다이쇼 3년)에 유학을 마치고 돌아와, 이듬해 일본 정부로부터 문학박사라는 칭호와 일본의 국가학위(国家学位)를 받는다. 1919년 (다이쇼 8년)에 조동종립대학(曹洞宗立大学)의 교두(教頭, 교수)를 거쳐 1921년(다이쇼 10년)에 학장으로 취임하였다. 조동종립대학의 대학령(大学令)에 따른 구제대학 창립에 힘을 쏟아 1925년 (다이쇼 14년)에는 조동종립대학을 고마자와 대학으로 개칭하고 초대 학장이 되었다.
누카리야 가이텐은 공직과 연구 두 분야에서 모두 충실한 한편으로, 다수의 저작을 발표하였다. 가이텐의 제자는 국내 뿐만 아니라 중국과 대만, 한국 등 동아시아 전체에 미쳤고, 중국의 후스와 스즈키 다이세쓰, 조동종의 오카다 가호, 마스나가 레이호, 야나기다 세이잔에게 계승되어 ‘누카리야 불교학 ’으로 불리는 학파를 형성하기까지 이르렀다. 그러나, 같은 조동종 승려로 승당 사가(師家) 하라다 소가쿠(原田祖岳)와, 잡지 《공정》(公正) 지면상(쇼와 3년 9월호)에서 논쟁이 일어났다. 이른바 정신논쟁(正信論争)이라 불리는 올바른 믿음이란 무엇인가에 대한 논쟁이다. 누카리야는 학문 연구가 조동종의 종지를 밝히는데 도움이 된다고 주장하였지만, 하라다 소가쿠는 실참실수(實參實修) 즉 실답게 참구(參究)하고 실답게 수행하지 않는 학문 연구는 해악이라고 비난하였던 것이다. 논쟁은 누카리야의 사후까지 계속되었다.
누카리야의 사상은 그 후, 철학, 문학 등의 인문 과학에 그치지 않고, 물리학, 생물학, 천문학 등 당시의 최신 자연과학 지식을 동원해 불교를 논했고, 오카다 데키스이(岡田摘翠)의 《선과 최면술》(禅と催眠術)의 서문을 쓰기도 했다. 누카리야의 철학적 원리의 귀결은 궁극적인 존재를 우주 그 자체로 보고 마침내 '우주론'에까지 도달되어 신비주의적인 영역에 이르렀다. 또한 인도, 중국을 대상으로 그 사상사적 전개를 정리한 대저 《선학사상사》(禅学思想史)를 완성시켰다.
1934년(쇼와 9년)에 도쿄에서 강연하던 도중, 뇌일혈 때문에 쓰러져 그대로 숨을 거두었다.

## 주요 저서
- 《조동교회수증의》(曹洞教会修証義)
- 《영문불유교경》(英文仏遺教経)
- 《설리의 매화》(雪裏の梅)
- 《대범천왕문불결의경에 대하여》(大梵天王問仏決疑経に就いて) 메이지 38년
- 《괴걸 무함마드》(怪傑マホメット)
- 《백호광》(白毫光)
- 《선학강화》(禅学講話)
- 《선지묘미》(禅之妙味)
- 《선학신론》(禅学新論)
- 《참선도화》(参禅道話)
- 《달마와 양명》(達磨と陽明)
- 《청신선화》(清新禅話)
- 《라쿠텐 생활의 묘미》(楽天生活の妙味)
- 《우주미관》(宇宙美観)
- 《부세장자강화》(浮世荘子講話)
- 《선가귀감강화》(禅家亀鑑講話)
- 《양기연심내실험》(養気錬心乃実験)
- 《화한명사참선집》(和漢名士参禅集)
- 《선학신론》(禅学新論)
- 《선의 이상과 신인생의 서광》(禅の理想と新人生の曙光)
- 《신앙과 민력》(信仰と民力)
- 《무진장》(無尽蔵)
- 《선학사상사》(禅学思想史) ［제1권］상권
- 《선학사상사》 ［제2권］하권
- 《보권좌선의강화》(普勧坐禅儀講話)
- 《정신문답》(正信問答)
- 《연심술》(錬心術)

## 같이 보기
- 양명학
- 인도 철학
- 정신 논쟁(正信論争)

## 참고 문헌
- 山内舜雄 『続道元禅の近代化過程　忽滑谷快天の禅学とその思想　「駒澤大学建学史」』 慶友社 2009年 ISBN 4-87449-063-8
- 三田商業研究会編 編 『慶應義塾出身名流列伝』実業之世界社、1909年（明治42年）6月、187-188頁。（近代デジタルライブラリー）
- 『禅学大辞典』（大修館書店）p1000